# François Lefebvre
Pour les articles homonymes, voir Lefebvre.
François Lefebvre, né le 5 mars 1871 à Villers-en-Cauchies (Nord) et mort le 14 mars 1956 à Denain (Nord), est  un homme politique français.

## Biographie
Gérant de coopérative et président du syndicat des mineurs d'Anzin, il est maire de Denain et député du Nord de 1914 à 1932, inscrit au groupe socialiste. 

## Sources
- « François Lefebvre », dans le Dictionnaire des parlementaires français (1889-1940), sous la direction de Jean Jolly, PUF, 1960 [détail de l’édition]